# Andrew Leslie
Andrew Brooke Leslie (CMM, MSC, MSM, CD) es un Teniente General excomandante en jefe del Ejército Canadiense el cual comandó a las tropas de su nación en la Guerra de Afganistán.
Leslie realizó un entrenamiento de comando en el ejército francés, realizó visitas de campo en Alemania y Chipre, fue comandante de brigada en la ex Yugoslavia, además se desempeñó como jefe del ejército canadiense. Cabe mencionar que Leslie fue comandante adjunto de la ISAF. En el camino tomó un par de grados de Maestría y está trabajando en su Doctorado.

## Carrera militar
Leslie se unió al Regimiento de Campo 30 en la Universidad de Ottawa. Luego pasó a ser Comandante del 1.er Regimiento Artillería Montada Real de Canadá en Shilo, Manitoba. Mientras que en Londres, Inglaterra, como estudiante de posgrado que se adjuntó a la Honorable Compañía de Artillería.
En 1995 fue ascendido a coronel y enviado a la ex Yugoslavia como Jefe de Personal para el Sector Sur. Luego se convirtió en el Jefe de Estado Mayor y Segundo Comandante de la Operación de las Restauración de la Confianza de las Naciones en Croacia.
Fue el Jefe de Área de Personal durante las inundaciones de Manitoba en la primavera de 1997. Más tarde, en 1997 se convirtió en el comandante de un grupo canadiense Brigada Mecanizada, que fue enviado a la costa sur de Montreal para ayudar con las operaciones de socorro.
En 2000 se le dio la responsabilidad de las comunicaciones en las fuerzas canadienses y en 2002 se convirtió en el comandante de la Fuerza Terrestre Área Central.
Se convirtió en el Comandante Adjunto de la Fuerza Internacional de Asistencia para la Seguridad en Afganistán en 2003 y luego se convirtió en jefe adjunto del Estado Mayor de la Tierra en 2004. En junio de 2006 fue nombrado Jefe del Estado Mayor del Ejército de la tierra.
En junio de 2010, el general Leslie fue sustituido como jefe del Estado Mayor tierra por el teniente general Peter Devlin. Al mismo tiempo, fue nombrado Jefe de la transformación de las fuerzas armadas canadienses.
Leslie se retiró en septiembre de 2011, y fue contratado posteriormente por el Grupo CGI para dirigir su nueva Defensa, Seguridad Pública y de la unidad de Inteligencia en Ottawa.

## Familia con tradición militar
Uno de sus abuelos fue el general Andrew McNaughton, a menudo descrito como el "padre del ejército canadiense," o mejor aún, como "soldado más importante de Canadá del siglo 20." McNaughton fue un artillero en la Primera Guerra Mundial, llevó a las fuerzas canadienses en la Segunda Guerra Mundial, y más tarde sirvió como Ministro de Defensa.
Su otro abuelo era Brooke Claxton, quien como oficial de artillería durante la Primera Guerra Mundial, fue galardonado con la Medalla de Conducta Distinguida y también pasó a servir como ministro de Defensa y luego como Primer ministro de Canadá de Salud y Bienestar Nacional.
El padre de Leslie, el coronel "Teddy" McNaughton, al mando de la artillería real del caballo de Canadá en Corea, donde de acuerdo a su biografía, que cambió legalmente su apellido a "Leslie", para cumplir con los términos de una herencia. (Debe haber una buena historia allí.)
Los dos abuelos lucharon en Vimy Ridge, y ahí es donde la tercera generación de McNaughton-Leslie será cuando Canadá se celebra el 90 aniversario de la batalla, considerado un momento decisivo en la historia del país.
"Después del Día del Recuerdo, eso es todo", dice, "en términos de la importancia para nosotros como un ejército, en términos de la emoción que genera.
"Casi todos los regimientos que está en el orden canadiense de batalla librada allí, y había personas que murieron."